# Zoltán Bakó
Zoltán Bakó (ur. 11 października 1951 w Budapeszcie) – węgierski kajakarz, medalista olimpijski i pięciokrotny mistrz świata.

## Kariera sportowa
Zdobył brązowy medal w wyścigu kajaków czwórek (K-4) na 1000 metrów na mistrzostwach świata w 1971 w Belgradzie (w osadzie węgierskiej razem z nim płynęli: István Szabó, Peter Várhelyi i Géza Csapó). Zajął 6. miejsce w wyścigu K-4 na 1000 metrów na igrzyskach olimpijskich w 1972 w Monachium (z Várhelyim, Szabó i Csongorem Varghą). Wraz z Csapó zwyciężył w konkurencji dwójek (K-2) na 10 000 metrów na mistrzostwach świata w 1973 w Tampere.
Wraz z Istvánem Szabó zwyciężył w wyścigu dwójek na 1000 metrów na mistrzostwach świata w 1974 w Meksyku. Na mistrzostwach świata w 1975 w Belgradzie zwyciężył z Szabó w konkurencji dwójek na 10 000 metrów,  a także zdobył brązowy medal w konkurencji K-4 na 1000 metrów (z |Szabó, Józsefem Deme i Jánosem Rátkaiem).
Szabó i Bakó zdobyli brązowy medal w wyścigu dwójek na 1000 metrów na igrzyskach olimpijskich w 1976 w Montrealu, przegrywając jedynie z osadą radziecką Władimirem Romanowskim i Serhijem Nahornym oraz z Berndem Olbrichtem i Joachimem Matternem z Niemieckiej Republiki Demokratycznej. Na mistrzostwach świata w 1977 w Sofii Szabó i Bakó zwyciężyli w tej konkurencji oraz zdobyli srebrny medal w wyścigu K-2 na 10 000 metrów (zajęli również wraz z Csapó i Zoltánem Sztanitym 5. miejsce w konkurencji K-4 na 1000 metrów), a na mistrzostwach świata w 1978 w Belgradzie zwyciężyli na 10 000 metrów i zdobyli brązowy medal na 1000 metrów. Na kolejnych mistrzostwach świata w 1979 w Duisburgu obaj zdobyli  srebrny medal w wyścigu dwójek na 1000 metrów i zajęli 4. miejsce w wyścigu na 10 000 metrów.